# De visitatie (Rembrandt)
De Visitatie is een schilderij van Rembrandt in het Detroit Institute of Arts in Detroit.

## Voorstelling
Het bijbelboek Lukas vertelt dat Maria van de engel Gabriël te horen krijgt dat ze zwanger zal worden. Direct na dit bericht van de engel ging ze op reis naar haar nicht Elisabeth. De engel had namelijk vertelt dat haar nicht Elisabeth, ondanks haar hoge leeftijd, eveneens zwanger is van een kind. Rembrandt van Rijn nam deze scene waarin deze twee zwangere vrouwen elkaar ontmoeten als onderwerp voor een schilderij in 1640. 
Op het schilderij heeft Rembrandt de ontmoeting tussen Maria (rechts in blauw) en Elisabeth (links in rood) weergegeven. Links van Elisabeth is haar man, Zacharias, geschilderd.